# Scilloideae

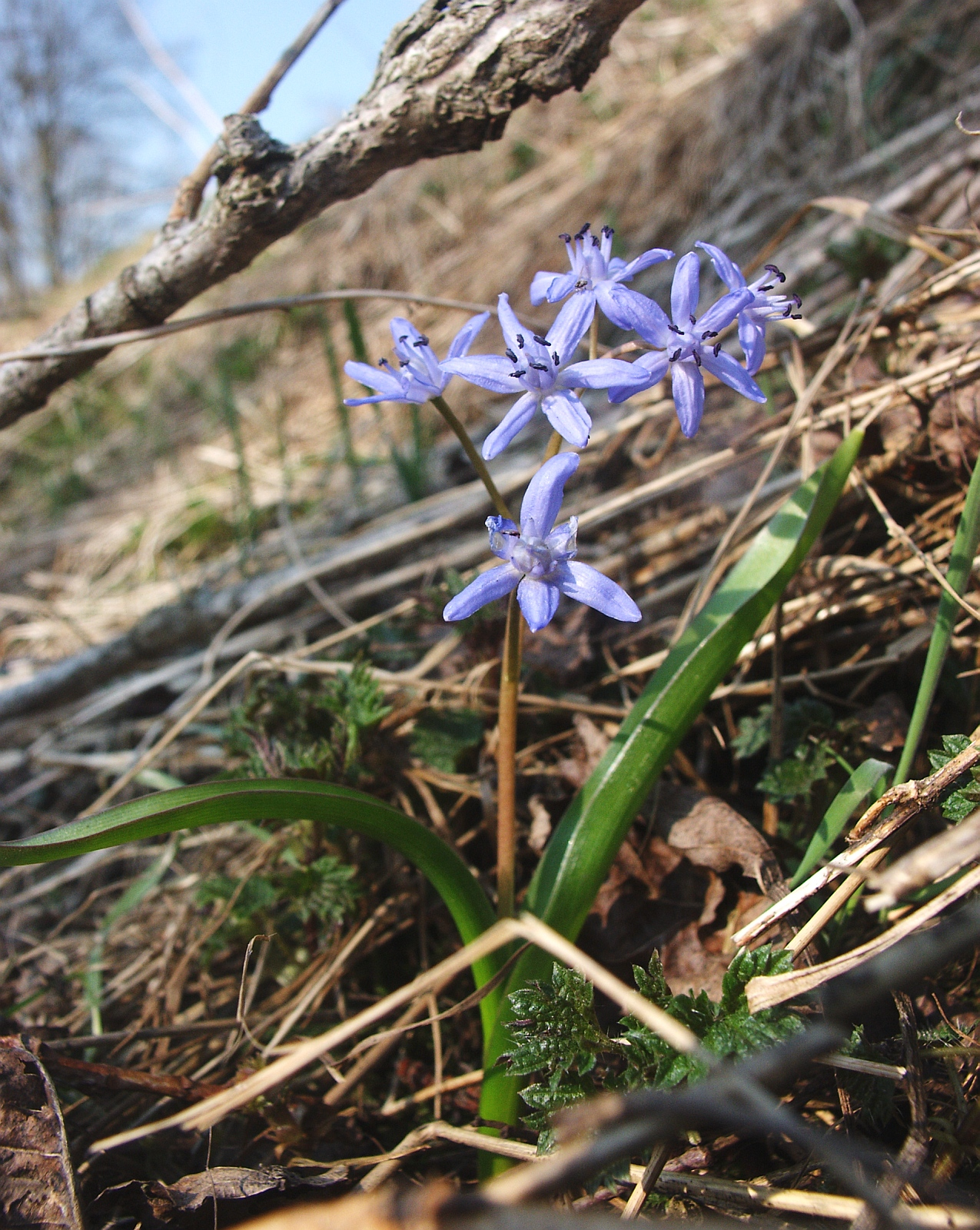
Scilla bifolia.

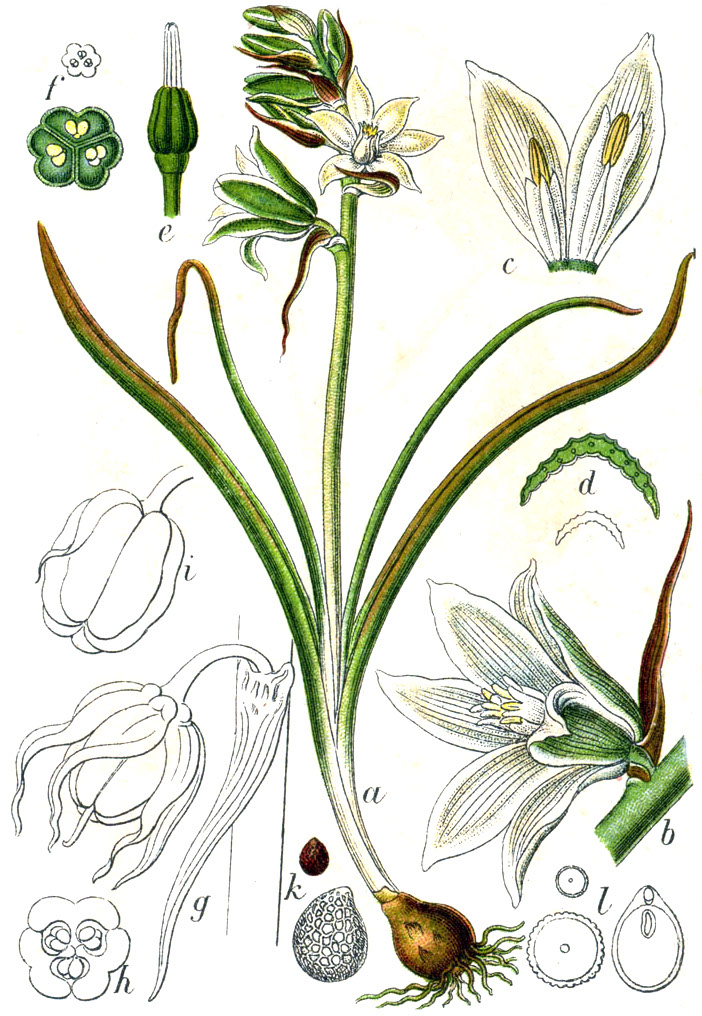
Ornithogalum.

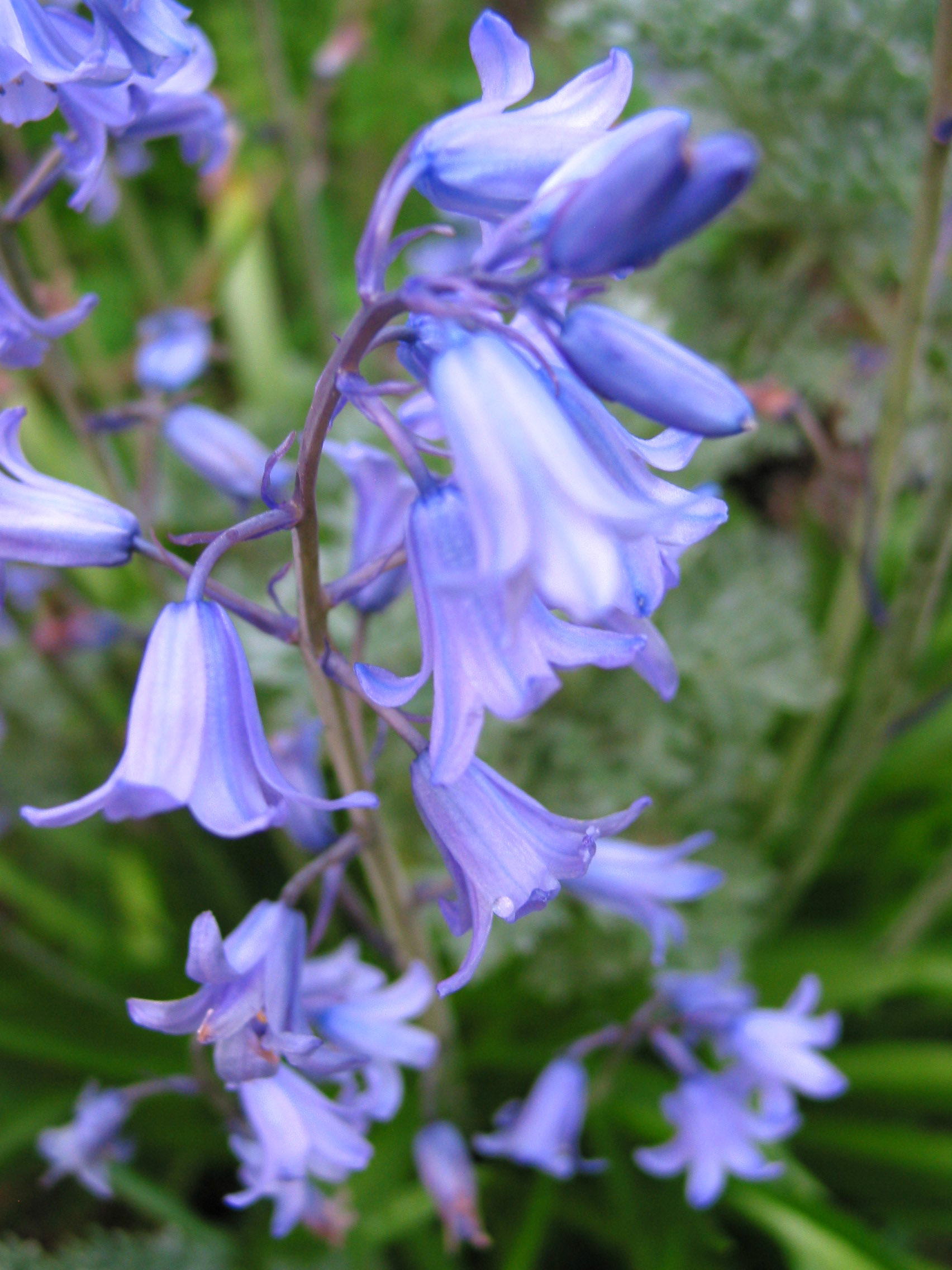
Inflorescência de Hyacinthoides.

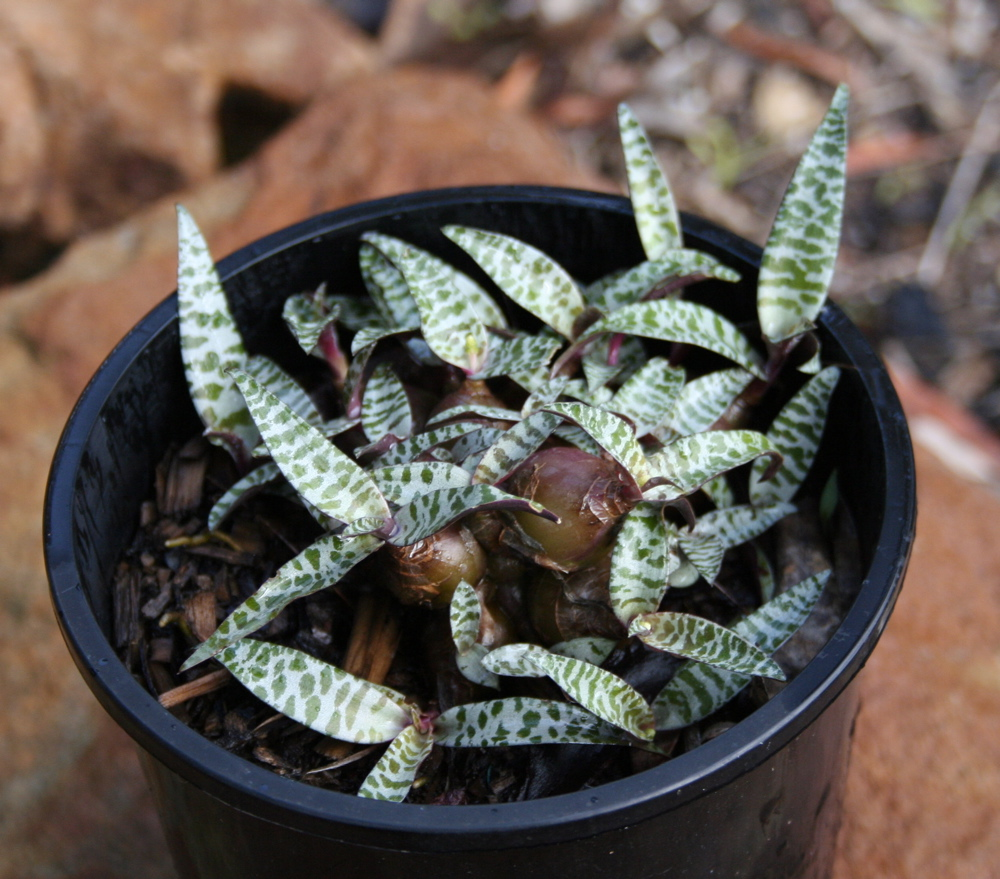
Folhas e bolbos de Ledebouria.

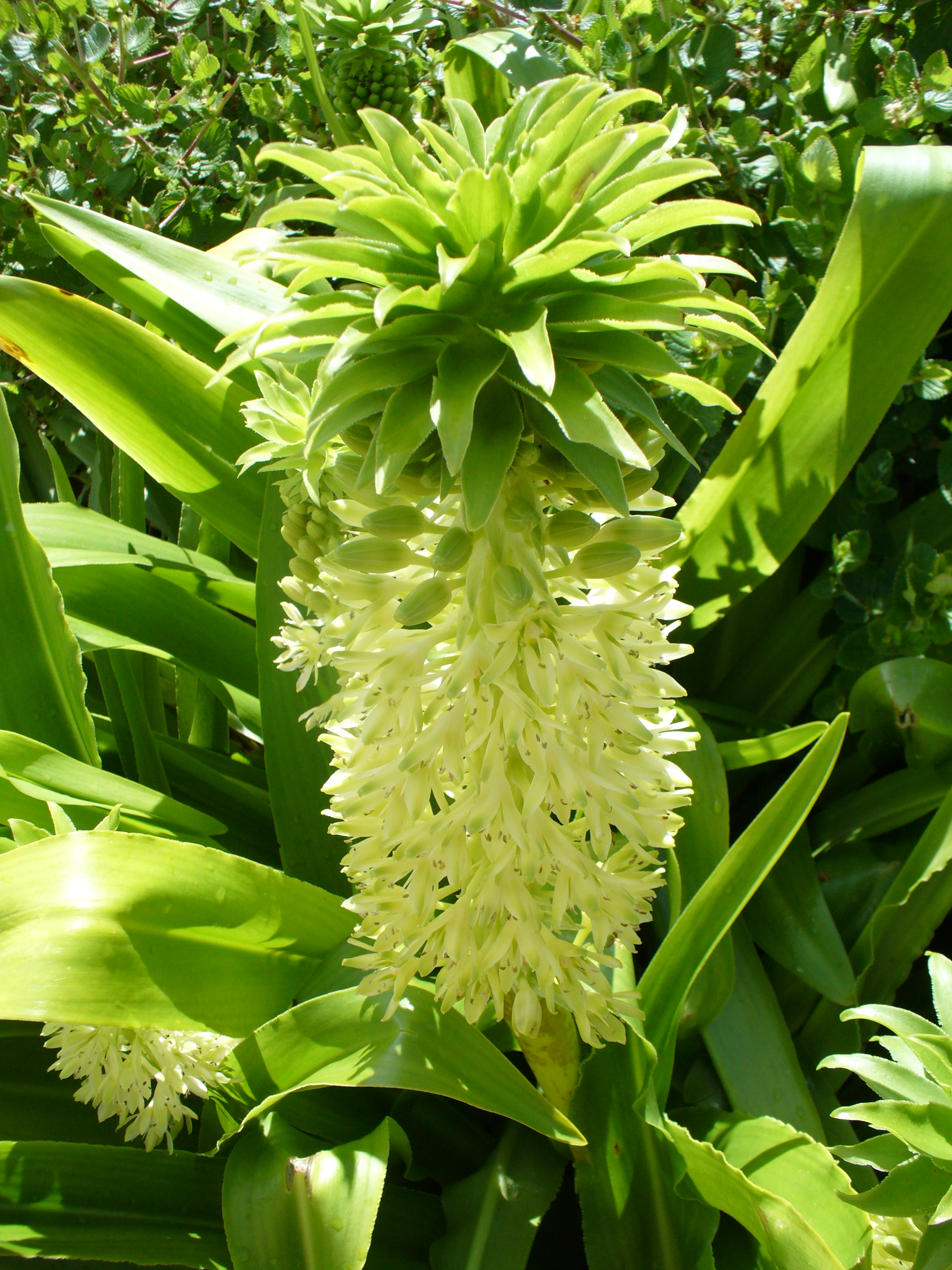
Eucomis autumnalis.

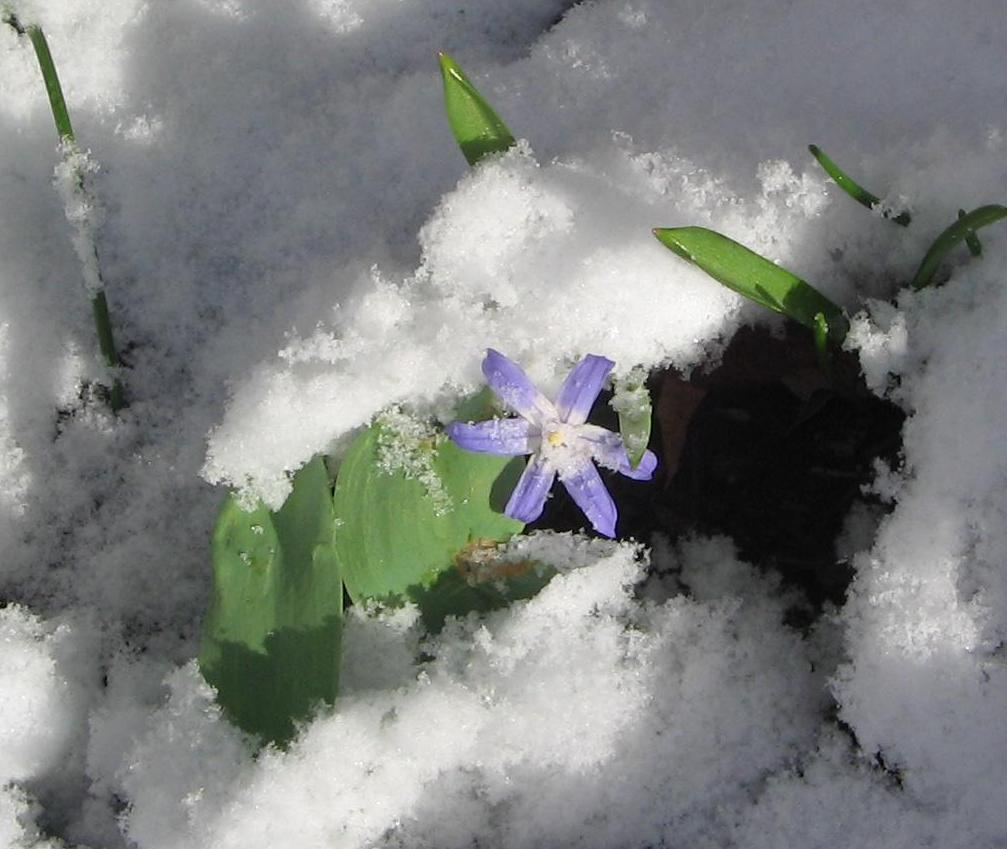
Chionodoxa luciliae.

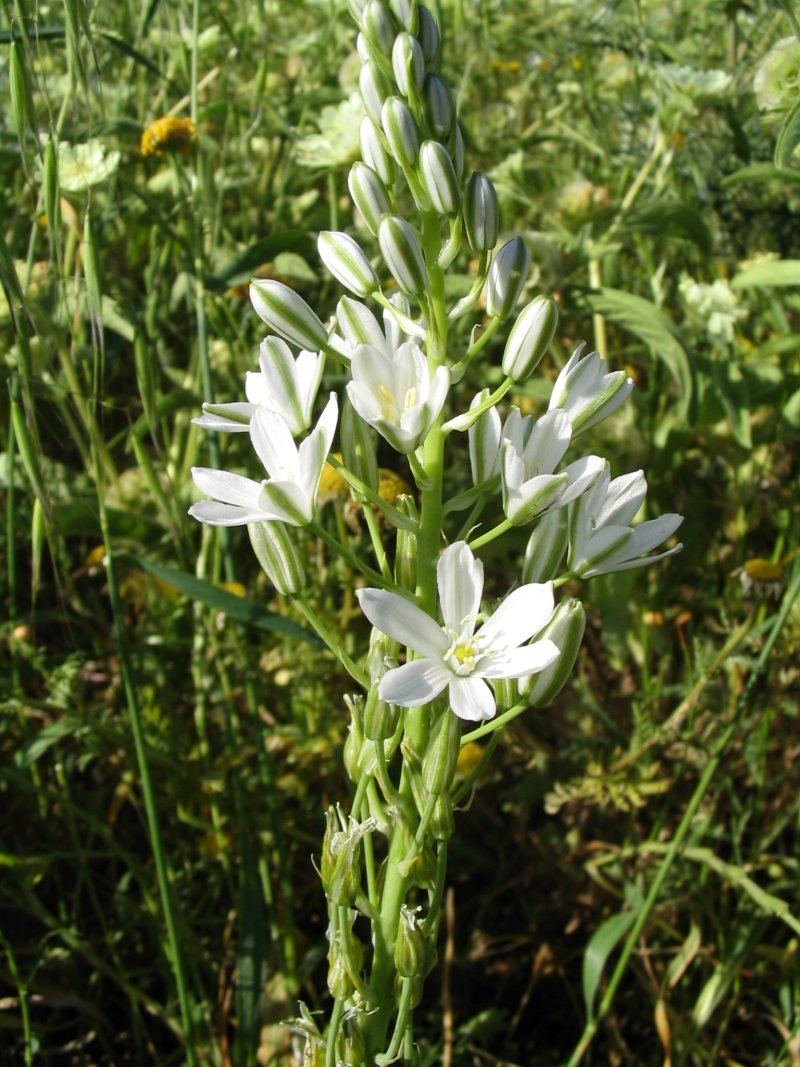
Ornithogalum narbonense.

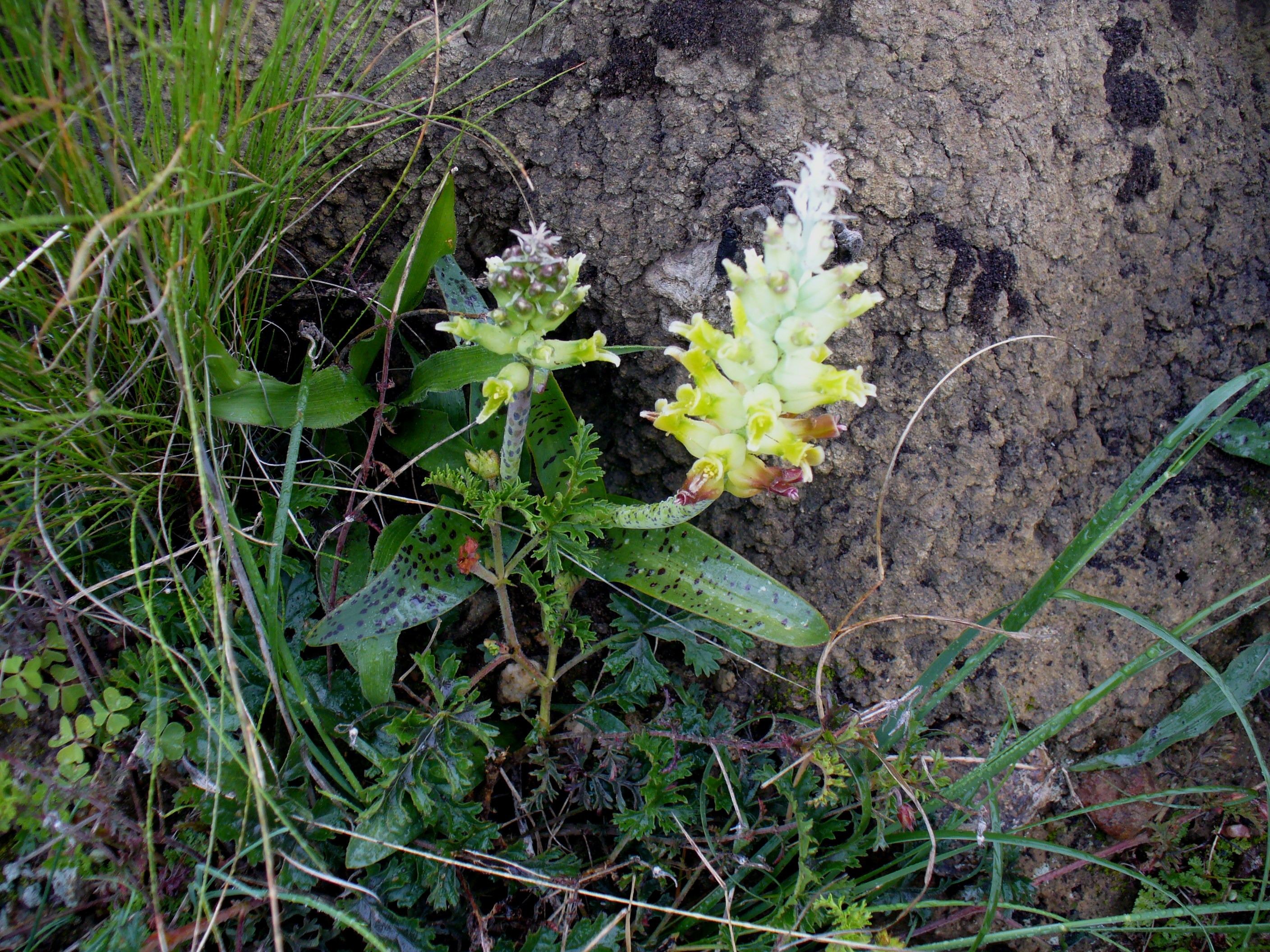
Lachenalia orchioides

Scilloideae é uma subfamília de plantas com flor da família Asparagaceae, da ordem Asparagales, que inclui cerca de 1000 espécies distribuídas por 70 géneros. Os membros desta subfamília são geófitos bulbosos herbáceos, com distribuição natural predominantemente nas regiões de clima mediterrânico, mas com ocorrência generalizada em África, no oeste da Eurásia e no subcontinente indiano. As Scilloideae incluem vários géneros com importantes espécies utilizadas como planta ornamental, como Hyacinthus (jacintos), Hyacinthoides (campânulas), Muscari (jacintos-uva), Scilla (cilas) e Puschkinia (puschkinias). Algumas espécies são importantes como flor de corte.

## Descrição
As Scilloideae (nome derivado do género tipo Scilla) é uma subfamília de plantas bulbosas da família Asparagaceae que corresponde à antiga família Hyacinthaceae das Liliales. Esta subfamília inclui muitas das mais familiares plantas de jardim das regiões temperadas e subtropicais, como os jacintos, as campânulas, os jacintos-uva e as cilas. Outros membros bem conhecidos contêm espécies que florescem no verão e outono, como Galtonia e Eucomis (a flor-ananás). Algumas espécies são produtoras de flores de corte, estando na base de importantes sectores da floricultura e do comércio internacional de flores.
As Scilloideae estão distribuídas principalmente em regiões de clima mediterrânico ou de clima com estação seca similar, incluindo a África Austral, algumas regiões do Médio Oriente e do oeste da América do Sul. Apesar dessa preferência, ocorrem em vastas regiões da África tropical e subtropical, no sudoeste da Ásia (incluindo a Índia), na Ásia Central e no leste da China. As suas flores apresentam  seis tépalas, seis estames e ovário súpero, características que nos sistemas de classificação de base morfológica colocavam este agrupamento dentro da família Liliaceae. O agrupamento distinguia-se por apresentar folhas carnudas e mucilaginosas dispostas em roseta basal.
Em consequência da sua morfologia, as actuais Scilloideae, como a maioria das monocotiledóneas lilioides (monocotiledóneas semelhantes a lírios), foram tradicionalmente colocadas numa família Liliaceae amplamente definida (as Liliaceae sensu lato). Contudo, as suas características específicas levaram a que alguns autores preferissem autonomizar o grupo ao nível taxonómico de família como Hyacinthaceae. Com o advento da filogenética, as fronteiras familiares foram revistas, passando o agrupamento a ser considerado ao nível de subfamília (o que é reconhecido pelo sistema APG IV, de 2016), como parte das Asparagaceae (e por consequência, integrando a ordem Asparagales). Determinar os limites entre os géneros dentro do Scilloideae é uma área activa de investigação, com o número de géneros a variar, de fonte para fonte, de cerca de 30 a cerca de 70.

### Morfologia
As espécies que integram esta subfamília caracterizam-se por apresentarem flores com 6 tépalas e 6 estames e ovário súpero, características que as colocavam entre os membros da antiga ordem das Liliales em muitos sistemas de classificação morfológico, como o sistema de Cronquist, mas agora as separam dentro da ordem Asparagales.
As raízes são contrácteis e mucilaginosas.
As folhas são carnosas e mucilaginosas, dispostas em roseta basal, alternadas e espirais, simples, com margem inteira, venação paralela, embainhamento na base, sem estípulas e com tricomas simples.
As flores ocorrem dispostas em inflorescências escapifloras dos tipos racemo, espiga ou capítulo. Os pedúnculos florais são articulados. As flores são hermafroditas, actinomórficas, frequentemente muito vistosas. O perianto é composto por 6 tépalas divididas em dois verticilos, livres ou unidas (conatas). Quando conato, o perianto forma um tubo campanuliforme. As tépalas são imbricadas e petalóides. A corola pode ser branca, amarela, violeta, azul, acastanhada e até preta. O androceu é composto por 6 estames (excepcionalmente 3, como em Albuca, por exemplo), com os filamentos livres ou adnatos ao tubo, frequentemente apendiculados. As anteras são dorsifixadas e a deiscência do pólen ocorre por aberturas longitudinais. O pólen é monossulcado (com sulco linear). O gineceu é composto por um ovário súpero, tri-carpelado, conato e trilocular, podendo conter de um a vários óvulos em cada lóculo. O estigma é único, de capitado a trilobado. As flores apresentam nectários nos septos do ovário.
O fruto é uma cápsula deiscente loculicida. A morfologia das sementes é diversa, variando de globular a achatada e, ocasionalmente, arilada. O tegumento geralmente contém fitomelanos (fitomelaninas), uma das características definidoras da ordem, um pigmento preto que está presente no tegumento onde cria uma crosta escura.
O tamanho dos cromossomas varia amplamente, indo de 1,2 a 18,0 µm de comprimento. O cariótipo é bimodal ou trimodal. O número cromossómico básico também é muito variável (X = 2, 6, 7, 10, 15, 17, etc.).

### Usos
Ornamentais
Muitos membros da subfamília são populares plantas de jardim nas regiões temperadas e subtropicais de todo o mundo, como Hyacinthus, Muscari, Scilla, Puschkinia, Hyacinthoides, e Ornithogalum (incluindo aquelas espécies anteriormente colocadas em Galtonia, nome pelo qual continuam a ser conhecidas).
Na África do Sul, as espécies dos géneros Eucomis, Ornithogalum e Veltheimia, entre outros, são cultivadas como plantas ornamentais. A espécie Ornithogalum thyrsoides e os diferentes cultivares de jacintos são importantes no mercado das flores de corte.
Medicinais
A espécie Drimia maritima, a cebola-do-mar, tem sido usada como planta medicinal na Bacia do Mediterrâneo desde a antiguidade. O seu uso para o tratamento de edema é mencionado num papiro datado de 1554 a.C., do Reino do Médio Egipto. Um grupo de compostos, os bufadienolídeos, isolados de Drimia maritima e de Drimia indica são usados para a produção de substâncias para o tratamento de doenças cardíacas.
Alimentares
As Scilloideae são usadas apenas ocasionalmente como plantas alimentares para humanos. Na Itália, os bulbos de Leopoldia comosa são cultivados para fins alimentares e na Grécia são consumidos como picles. Em França, a inflorescência de Ornithogalum pyrenaicum é consumida como vegetal para salada. Em África, algumas tribos consomem os bulbos de Ledebouria apertiflora e Ledebouria revoluta.
Toxicidade
Muitas Scilloideae produzem saponinas esteróides venenosos, como as bufadienolidas e os cardenolídeos, tornando-os intragáveis. Várias espécies são tóxicas. Na África do Sul, por exemplo, Ornithogalum thyrsoides e várias espécies do género Ledebouria (Ledebouria cooperi, Ledebouria inguinata, Ledebouria ovatifolia e Ledebouria revoluta), a espécie Ornithogalum saundersiae e vários membros da tribo Urgineeae são venenosos para o gado. O composto designado por scillirosídeo (um bufadienolídeo) é usado para envenenar ratos, tradicionalmente espalhando lascas secas de bolbos de Drimia maritima.

### Distribuição e ecologia
As espécies de Scilloideae estão amplamente distribuídas, mas de forma descontínua. O género Oziroe é encontrado apenas em partes do oeste da América do Sul. Outros géneros ocorrem na África ao sul do Saara e em partes da Península Arábica; outros, em ambos os lados do Mediterrâneo; e ainda outros, mais ao norte, na Europa e daí através do Oriente Médio até à Índia. Um outro grupo ocorre na costa leste da Ásia, na China, Coreia e Japão.
As Scilloideae são encontradas em habitats de climas temperados a tropicais, mas são mais diversificados em áreas de clima mediterrânico, ou seja, climas com uma estação seca pronunciada durante o verão.
As Scilloideae reproduzem-se tanto sexualmente quanto assexuadamente. As flores vistosas de muitas espécies da subfamília são polinizadas por uma ampla gama de insectos, incluindo abelhas, vespas, moscas e mariposas, bem como por pássaros. Tanto o néctar quanto o pólen actuam como incentivos para a polinização das espécies que os produzem. A reprodução vegetativa pode ser por bulbilhos ou por sementes através de apomixia.
A dispersão das sementes pode ocorrer através da água (hidrocoria), vento (anemocoria) ou por formigas atraídas por elaiossomas (mirmecocoria).

## Filogenia e sistemática

### Filogenia

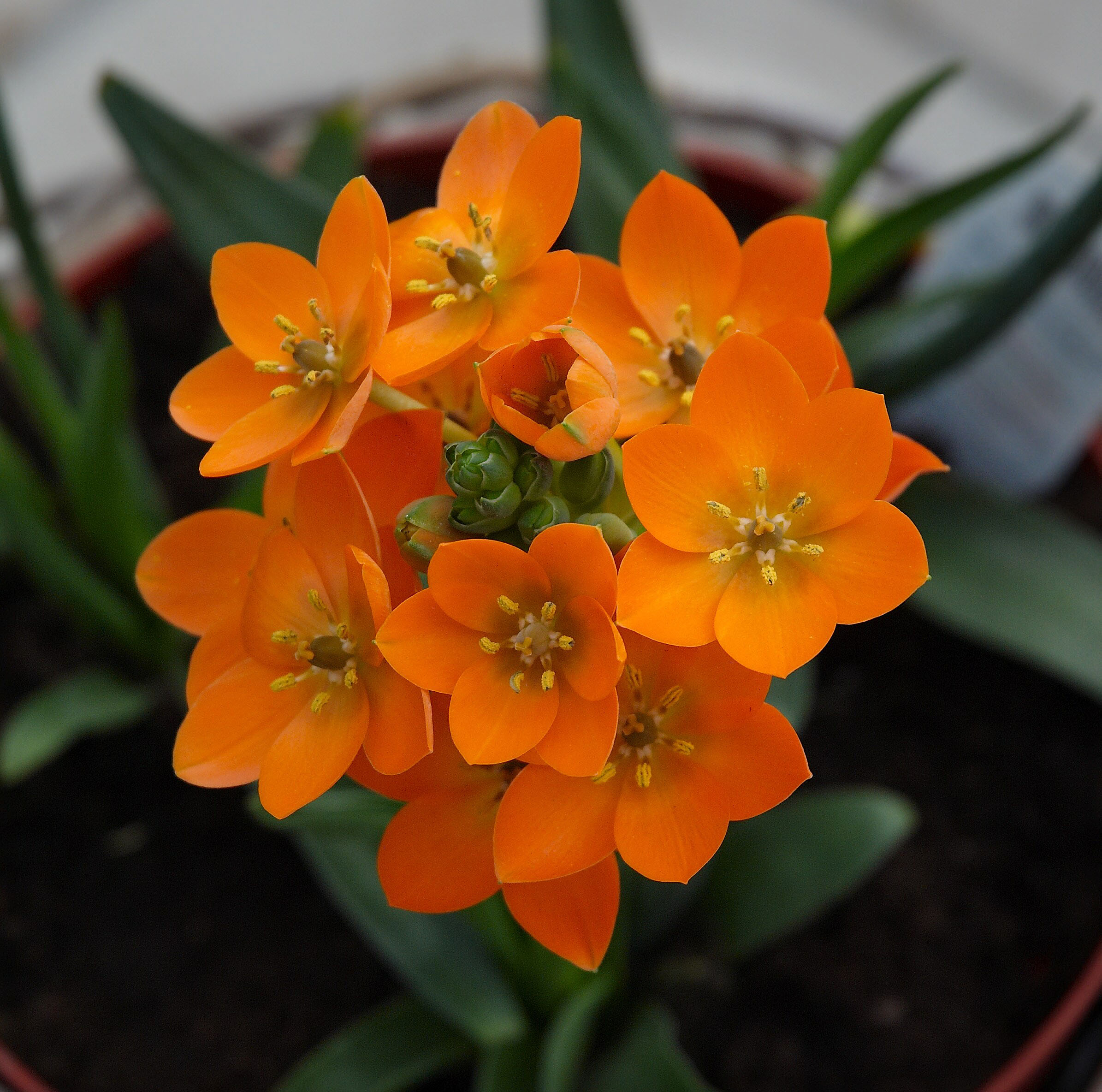
Ornithogalum dubium

A monofilia da subfamília Scilloideae é bem apoiada por estudos baseados em dados moleculares. Esses estudos também dão suporte à exclusão de Camassia, Chlorogalum e géneros relacionados, ou seja, da antiga subfamília Chlorogaloideae de Hyacinthaceae, agora colocada na subfamília Agavoideae.
A árvore filogenética das Asparagales 'nucleares', incluindo aquelas famílias que foram reduzidas ao estatuto de subfamílias, é a que se mostra abaixo. O grupo inclui as duas maiores famílias da ordem, isto é, aqueles com maior número de espécies, as Amaryllidaceae e as Asparagaceae. Nesta circunscrição taxonómica a família Amaryllidaceae é o grupo irmão da família Asparagaceae e as subfamílias [ Brodiaeoideae + Scilloideae ] formam um clado que é o grupo irmão da subfamília Aphyllanthoideae.
|  | Agapanthoideae (= Agapanthaceae)                                                                          |
|  | |
|  | \| \| Allioideae (= Alliaceae s.s.) \| \| \| \| \| \| Amaryllidoideae (= Amaryllidaceae s.s.) \| \| \| \| |
|  | |
|  | Allioideae (= Alliaceae s.s.)                                                                             |
|  | |
|  | Amaryllidoideae (= Amaryllidaceae s.s.)                                                                   |
|  | |

|  | Allioideae (= Alliaceae s.s.)           |
|  |                                         |
|  | Amaryllidoideae (= Amaryllidaceae s.s.) |
|  |                                         |

|  | Aphyllanthoideae (= Aphyllanthaceae)                                                            |
|  |                                                                                                 |
|  | \| \| Brodiaeoideae (= Themidaceae) \| \| \| \| \| \| Scilloideae (= Hyacinthaceae) \| \| \| \| |
|  |                                                                                                 |
|  | Brodiaeoideae (= Themidaceae)                                                                   |
|  |                                                                                                 |
|  | Scilloideae (= Hyacinthaceae)                                                                   |
|  |                                                                                                 |

|  | Brodiaeoideae (= Themidaceae) |
|  |                               |
|  | Scilloideae (= Hyacinthaceae) |
|  |                               |

|  | Aphyllanthoideae (= Aphyllanthaceae)                                                            |
|  |                                                                                                 |
|  | \| \| Brodiaeoideae (= Themidaceae) \| \| \| \| \| \| Scilloideae (= Hyacinthaceae) \| \| \| \| |
|  |                                                                                                 |
|  | Brodiaeoideae (= Themidaceae)                                                                   |
|  |                                                                                                 |
|  | Scilloideae (= Hyacinthaceae)                                                                   |
|  |                                                                                                 |

|  | Brodiaeoideae (= Themidaceae) |
|  |                               |
|  | Scilloideae (= Hyacinthaceae) |
|  |                               |

|  | Lomandroideae (= Laxmanniaceae)                                                                   |
|  |                                                                                                   |
|  | \| \| Asparagoideae (= Asparagaceae s.s.) \| \| \| \| \| \| Nolinoideae (= Ruscaceae) \| \| \| \| |
|  |                                                                                                   |
|  | Asparagoideae (= Asparagaceae s.s.)                                                               |
|  |                                                                                                   |
|  | Nolinoideae (= Ruscaceae)                                                                         |
|  |                                                                                                   |

|  | Asparagoideae (= Asparagaceae s.s.) |
|  |                                     |
|  | Nolinoideae (= Ruscaceae)           |
|  |                                     |

|  | Aphyllanthoideae (= Aphyllanthaceae)                                                            |
|  |                                                                                                 |
|  | \| \| Brodiaeoideae (= Themidaceae) \| \| \| \| \| \| Scilloideae (= Hyacinthaceae) \| \| \| \| |
|  |                                                                                                 |
|  | Brodiaeoideae (= Themidaceae)                                                                   |
|  |                                                                                                 |
|  | Scilloideae (= Hyacinthaceae)                                                                   |
|  |                                                                                                 |

|  | Brodiaeoideae (= Themidaceae) |
|  |                               |
|  | Scilloideae (= Hyacinthaceae) |
|  |                               |

|  | Aphyllanthoideae (= Aphyllanthaceae)                                                            |
|  |                                                                                                 |
|  | \| \| Brodiaeoideae (= Themidaceae) \| \| \| \| \| \| Scilloideae (= Hyacinthaceae) \| \| \| \| |
|  |                                                                                                 |
|  | Brodiaeoideae (= Themidaceae)                                                                   |
|  |                                                                                                 |
|  | Scilloideae (= Hyacinthaceae)                                                                   |
|  |                                                                                                 |

|  | Brodiaeoideae (= Themidaceae) |
|  |                               |
|  | Scilloideae (= Hyacinthaceae) |
|  |                               |

|  | Lomandroideae (= Laxmanniaceae)                                                                   |
|  |                                                                                                   |
|  | \| \| Asparagoideae (= Asparagaceae s.s.) \| \| \| \| \| \| Nolinoideae (= Ruscaceae) \| \| \| \| |
|  |                                                                                                   |
|  | Asparagoideae (= Asparagaceae s.s.)                                                               |
|  |                                                                                                   |
|  | Nolinoideae (= Ruscaceae)                                                                         |
|  |                                                                                                   |

|  | Asparagoideae (= Asparagaceae s.s.) |
|  |                                     |
|  | Nolinoideae (= Ruscaceae)           |
|  |                                     |

|  | Agapanthoideae (= Agapanthaceae)                                                                          |
|  | |
|  | \| \| Allioideae (= Alliaceae s.s.) \| \| \| \| \| \| Amaryllidoideae (= Amaryllidaceae s.s.) \| \| \| \| |
|  | |
|  | Allioideae (= Alliaceae s.s.)                                                                             |
|  | |
|  | Amaryllidoideae (= Amaryllidaceae s.s.)                                                                   |
|  | |

|  | Allioideae (= Alliaceae s.s.)           |
|  |                                         |
|  | Amaryllidoideae (= Amaryllidaceae s.s.) |
|  |                                         |

|  | Aphyllanthoideae (= Aphyllanthaceae)                                                            |
|  |                                                                                                 |
|  | \| \| Brodiaeoideae (= Themidaceae) \| \| \| \| \| \| Scilloideae (= Hyacinthaceae) \| \| \| \| |
|  |                                                                                                 |
|  | Brodiaeoideae (= Themidaceae)                                                                   |
|  |                                                                                                 |
|  | Scilloideae (= Hyacinthaceae)                                                                   |
|  |                                                                                                 |

|  | Brodiaeoideae (= Themidaceae) |
|  |                               |
|  | Scilloideae (= Hyacinthaceae) |
|  |                               |

|  | Aphyllanthoideae (= Aphyllanthaceae)                                                            |
|  |                                                                                                 |
|  | \| \| Brodiaeoideae (= Themidaceae) \| \| \| \| \| \| Scilloideae (= Hyacinthaceae) \| \| \| \| |
|  |                                                                                                 |
|  | Brodiaeoideae (= Themidaceae)                                                                   |
|  |                                                                                                 |
|  | Scilloideae (= Hyacinthaceae)                                                                   |
|  |                                                                                                 |

|  | Brodiaeoideae (= Themidaceae) |
|  |                               |
|  | Scilloideae (= Hyacinthaceae) |
|  |                               |

|  | Lomandroideae (= Laxmanniaceae)                                                                   |
|  |                                                                                                   |
|  | \| \| Asparagoideae (= Asparagaceae s.s.) \| \| \| \| \| \| Nolinoideae (= Ruscaceae) \| \| \| \| |
|  |                                                                                                   |
|  | Asparagoideae (= Asparagaceae s.s.)                                                               |
|  |                                                                                                   |
|  | Nolinoideae (= Ruscaceae)                                                                         |
|  |                                                                                                   |

|  | Asparagoideae (= Asparagaceae s.s.) |
|  |                                     |
|  | Nolinoideae (= Ruscaceae)           |
|  |                                     |

|  | Aphyllanthoideae (= Aphyllanthaceae)                                                            |
|  |                                                                                                 |
|  | \| \| Brodiaeoideae (= Themidaceae) \| \| \| \| \| \| Scilloideae (= Hyacinthaceae) \| \| \| \| |
|  |                                                                                                 |
|  | Brodiaeoideae (= Themidaceae)                                                                   |
|  |                                                                                                 |
|  | Scilloideae (= Hyacinthaceae)                                                                   |
|  |                                                                                                 |

|  | Brodiaeoideae (= Themidaceae) |
|  |                               |
|  | Scilloideae (= Hyacinthaceae) |
|  |                               |

|  | Aphyllanthoideae (= Aphyllanthaceae)                                                            |
|  |                                                                                                 |
|  | \| \| Brodiaeoideae (= Themidaceae) \| \| \| \| \| \| Scilloideae (= Hyacinthaceae) \| \| \| \| |
|  |                                                                                                 |
|  | Brodiaeoideae (= Themidaceae)                                                                   |
|  |                                                                                                 |
|  | Scilloideae (= Hyacinthaceae)                                                                   |
|  |                                                                                                 |

|  | Brodiaeoideae (= Themidaceae) |
|  |                               |
|  | Scilloideae (= Hyacinthaceae) |
|  |                               |

|  | Lomandroideae (= Laxmanniaceae)                                                                   |
|  |                                                                                                   |
|  | \| \| Asparagoideae (= Asparagaceae s.s.) \| \| \| \| \| \| Nolinoideae (= Ruscaceae) \| \| \| \| |
|  |                                                                                                   |
|  | Asparagoideae (= Asparagaceae s.s.)                                                               |
|  |                                                                                                   |
|  | Nolinoideae (= Ruscaceae)                                                                         |
|  |                                                                                                   |

|  | Asparagoideae (= Asparagaceae s.s.) |
|  |                                     |
|  | Nolinoideae (= Ruscaceae)           |
|  |                                     |

A posição exacta das Scilloideae dentro das Asparagaceae amplamente definidas é menos clara. Uma possível filogenia para as sete subfamílias reconhecidas dentro da família é mostrada abaixo.
|  | Agavoideae                                                    |
|  |                                                               |
|  | \| \| Brodiaeoideae \| \| \| \| \| \| Scilloideae \| \| \| \| |
|  |                                                               |
|  | Brodiaeoideae                                                 |
|  |                                                               |
|  | Scilloideae                                                   |
|  |                                                               |

|  | Brodiaeoideae |
|  |               |
|  | Scilloideae   |
|  |               |

|  | Agavoideae                                                    |
|  |                                                               |
|  | \| \| Brodiaeoideae \| \| \| \| \| \| Scilloideae \| \| \| \| |
|  |                                                               |
|  | Brodiaeoideae                                                 |
|  |                                                               |
|  | Scilloideae                                                   |
|  |                                                               |

|  | Brodiaeoideae |
|  |               |
|  | Scilloideae   |
|  |               |

|  | Lomandroideae                                                 |
|  |                                                               |
|  | \| \| Asparagoideae \| \| \| \| \| \| Nolinoideae \| \| \| \| |
|  |                                                               |
|  | Asparagoideae                                                 |
|  |                                                               |
|  | Nolinoideae                                                   |
|  |                                                               |

|  | Asparagoideae |
|  |               |
|  | Nolinoideae   |
|  |               |

|  | Agavoideae                                                    |
|  |                                                               |
|  | \| \| Brodiaeoideae \| \| \| \| \| \| Scilloideae \| \| \| \| |
|  |                                                               |
|  | Brodiaeoideae                                                 |
|  |                                                               |
|  | Scilloideae                                                   |
|  |                                                               |

|  | Brodiaeoideae |
|  |               |
|  | Scilloideae   |
|  |               |

|  | Agavoideae                                                    |
|  |                                                               |
|  | \| \| Brodiaeoideae \| \| \| \| \| \| Scilloideae \| \| \| \| |
|  |                                                               |
|  | Brodiaeoideae                                                 |
|  |                                                               |
|  | Scilloideae                                                   |
|  |                                                               |

|  | Brodiaeoideae |
|  |               |
|  | Scilloideae   |
|  |               |

|  | Lomandroideae                                                 |
|  |                                                               |
|  | \| \| Asparagoideae \| \| \| \| \| \| Nolinoideae \| \| \| \| |
|  |                                                               |
|  | Asparagoideae                                                 |
|  |                                                               |
|  | Nolinoideae                                                   |
|  |                                                               |

|  | Asparagoideae |
|  |               |
|  | Nolinoideae   |
|  |               |

Embora geralmente concordem com a divisão principal das Asparagaceae em dois clados, os estudos de filogenética produziram relações ligeiramente diferentes entre as Agavoideae, Aphyllanthoideae, Brodiaeoideae e Scilloideae. Por exemplo, um estudo de 2012 apresenta análises baseadas na parcimónia e na máxima verosimilhança, sendo que usando a parcimónia, as Scilloideae são grupo irmão das Agavoideae, enquanto usando a máxima verosimilhança são grupo irmão de Brodiaeoideae.

### Sistemática
Quando tratado como uma subfamília, o nome «Scilloideae» é derivado do nome genérico do seu género tipo, Scilla, e é atribuído a Gilbert Thomas Burnett, que o publicou em 1835. Quando tratado como uma família, o nome Hyacinthaceae é derivado do género tipo Hyacinthus, e geralmente é atribuído a August Batsch de ("ex") uma publicação de 1797 por Moritz Borkhausen.
Classificações morfológicas
A análise da evolução das questões taxonómicas relacionadas com o grupo de espécies que forma a moderna subfamília Scilloideae mostra as monocotiledóneas lilioides há muito criam problemas de classificação. Por exemplo, no sistema Cronquist, de 1968, essas espécies foram consideradas como parte de uma grande família (Liliaceae sensu lato, enquanto no sistema Dahlgren, de 1985, foram divididas entre ordens e repartidas por muitas pequenas famílias. Dahlgren dividiu as monocotiledóneas lilioides em busca de monofilia, mas na prática não teve sucesso. A sua principal contribuição foi dividir as Liliaceae em duas famílias, as verdadeiras Liliaceae (Liliaceae sensu stricto) e as Hyacinthaceae, famílias que agora são colocadas em ordens separadas, nas Liliales e nas Asparagales, respectivamente.
Contudo, separar as Hyacinthaceae das Liliaceae fora originalmente sugerido por Batsch em 1786. A versão de Batsch da família apenas se assemelha superficialmente à versão moderna, mas incluía os géneros Hyacinthus e Lachenalia. O grupo foi reduzido a uma tribo por Endlicher em 1836, e incluiu Camassia. Em 1866 Edward James Salisbury redistribuiu os géneros em várias famílias.
Na década de 1870, John Gilbert Baker usou tribos para dividir as Liliaceae s.l., introduzindo os conceitos de Hyacintheae, Scilleae, Massonieae e Chlorogaleae. Em 1887 Adolf Engler dividiu as Liliaceae s. l. em duas tribos, Lilieaoe e Scilleae No século XX, Karl Fritsch propôs a divisão de Liliaceae s. l.  em famílias menores e mais homogéneas. Na década de 1930, a escola vienense elevou as tribos de Adolf Engler a subfamílias, questionando a inclusão de grupos diferentes como Lilioideae e Scilloideae na mesma família, e mesmo Scilloideae foi considerada composta por, pelo menos, três grupos. Em 1969, Herbert Huber propôs reconhecer as Scilloideae como a família Hyacinthaceae, dividindo-a em tribos. A determinação do número de tribos a serem reconhecidas e a distribuição dos géneros dentro dessas tribos dependia dos caracteres diagnósticos escolhidos. Huber usou as sementes, enquanto Schulze em 1980 usou o pólen. A morfologia e a análise cromossómica foram suplementadas pela quimiotaxonomia, devido à presença de esteróides cardíacos, como os bufadienolídeos em Urgineoideae e cardenolídeos em Ornithogaloideae. Mesmo os géneros lineanos, como Hyacinthus, Scilla e Ornithoglum foram demonstrados como heterogéneos e os caracteres úteis em outras famílias não conseguiram definir táxons satisfatórios.
Classificações moderna de base filogenética
Os sistemas modernos de classificação de plantas são amplamente derivados da análise filogenética molecular. A análise molecular inicial do Liliaceae s. l. foi baseada no sistema Dahlgren, vindo-se então a descobrir que as famílias de Dahlgren não eram monofiléticas. Iniciou-se então um processo de revisão taxonómica em que a tendência era criar novas famílias a partir de cada clado identificado, o que está bem patente no primeiro sistema publicado pelo Angiosperma Phylogeny Group em 1998, o sistema APG. Isso colocou muitas famílias e géneros lilioides na ordem Asparagales (um termo derivado de Dahlgren, e a maior ordem de monocotiledóneas). Uma das 29 famílias em que os Asparagales foram divididos foi Hyacinthaceae.
Com mais trabalho, ficou evidente que essas 29 famílias, algumas das quais tinham poucos géneros, poderiam ser agrupadas em clados maiores. O sistema APG II, de 2003, foi um compromisso, dividindo as Asparagales em 14 famílias amplamente definidas, permitindo um sistema alternativo em que algumas das famílias maiores poderiam ser substituídas por outras menores. As Hyacinthaceae constituíam uma dessas famílias menores opcionais, que poderiam alternativamente ser incluídas numa família Asparagaceae amplamente definida.
Essa abordagem de compromisso foi abandonada no sistema APG III, de 2009, que reconhecia apenas as famílias mais amplas. O documento que apresenta aquele sistema refere que «A área ao redor de Asparagaceae é difícil do ponto de vista da circunscrição. Embora Asparagaceae s. l. seja heterogénea e mal caracterizada, Asparagaceae s. s., Agavaceae, Laxmanniaceae, Ruscaceae e até Hyacinthaceae têm poucas ou nenhumas características distintivas.». Ao mesmo tempo, outros investigadores propuseram subfamílias para substituir as famílias alternativas estritamente definidas do sistema APG II. Hyacinthaceae tornou-se então na subfamília Scilloideae da família Asparagaceae.
A maioria das fontes adoptou o sistema APG III, sendo disso exemplo a World Checklist of Selected Plant Families (a Lista de verificação mundial de famílias de plantas selecionadas) coloca géneros como Hyacinthus apenas nas Asparagaceae amplamente definidas. Outras fontes preferem manter as famílias mais estreitas do sistema APG II assumindo que «permanece um ponto discutível se as famílias entre parênteses difíceis de reconhecer de APG II são uma escolha pior ou melhor do que as subfamílias igualmente difíceis de reconhecer de APG III», e nas suas análises da filogenia dos Asparagales continuam a usar famílias como Hyacinthaceae.

### Tribos
Em 1990 alguns autores consideraram que a classificação anterior de Hyacinthaceae nas subfamílias Hyacinthoideae, Ornithogaloideae, Oziroeoideae e Urgineoideae continuava a ser apoiada por estudos em curso. Dividiram as subfamílias Hyacinthoideae e Ornithogaloideae em tribos.. Como complemento da redução de Hyacinthaceae à subfamília Scilloideae, foi sugerido dividi-lo em quatro tribos, correspondendo às quatro subfamílias anteriores: Hyacintheae Dumort., Ornithogaleae Rouy, Oziroëeae M.W.Chase, Reveal & M.F.Fay e Urgineeae Rouy A possível relação das quatro tribos é representada no seguinte cladograma, que tem, no entanto, apenas suporte estatístico moderado:
|  | Pseudoprospero                                               |
|  |                                                              |
|  | \| \| Massoniinae \| \| \| \| \| \| Hyacinthinae \| \| \| \| |
|  |                                                              |
|  | Massoniinae                                                  |
|  |                                                              |
|  | Hyacinthinae                                                 |
|  |                                                              |

|  | Massoniinae  |
|  |              |
|  | Hyacinthinae |
|  |              |

|  | Pseudoprospero                                               |
|  |                                                              |
|  | \| \| Massoniinae \| \| \| \| \| \| Hyacinthinae \| \| \| \| |
|  |                                                              |
|  | Massoniinae                                                  |
|  |                                                              |
|  | Hyacinthinae                                                 |
|  |                                                              |

|  | Massoniinae  |
|  |              |
|  | Hyacinthinae |
|  |              |

|  | Pseudoprospero                                               |
|  |                                                              |
|  | \| \| Massoniinae \| \| \| \| \| \| Hyacinthinae \| \| \| \| |
|  |                                                              |
|  | Massoniinae                                                  |
|  |                                                              |
|  | Hyacinthinae                                                 |
|  |                                                              |

|  | Massoniinae  |
|  |              |
|  | Hyacinthinae |
|  |              |

|  | Pseudoprospero                                               |
|  |                                                              |
|  | \| \| Massoniinae \| \| \| \| \| \| Hyacinthinae \| \| \| \| |
|  |                                                              |
|  | Massoniinae                                                  |
|  |                                                              |
|  | Hyacinthinae                                                 |
|  |                                                              |

|  | Massoniinae  |
|  |              |
|  | Hyacinthinae |
|  |              |

|  | Pseudoprospero                                               |
|  |                                                              |
|  | \| \| Massoniinae \| \| \| \| \| \| Hyacinthinae \| \| \| \| |
|  |                                                              |
|  | Massoniinae                                                  |
|  |                                                              |
|  | Hyacinthinae                                                 |
|  |                                                              |

|  | Massoniinae  |
|  |              |
|  | Hyacinthinae |
|  |              |

|  | Pseudoprospero                                               |
|  |                                                              |
|  | \| \| Massoniinae \| \| \| \| \| \| Hyacinthinae \| \| \| \| |
|  |                                                              |
|  | Massoniinae                                                  |
|  |                                                              |
|  | Hyacinthinae                                                 |
|  |                                                              |

|  | Massoniinae  |
|  |              |
|  | Hyacinthinae |
|  |              |

|  | Pseudoprospero                                               |
|  |                                                              |
|  | \| \| Massoniinae \| \| \| \| \| \| Hyacinthinae \| \| \| \| |
|  |                                                              |
|  | Massoniinae                                                  |
|  |                                                              |
|  | Hyacinthinae                                                 |
|  |                                                              |

|  | Massoniinae  |
|  |              |
|  | Hyacinthinae |
|  |              |

|  | Pseudoprospero                                               |
|  |                                                              |
|  | \| \| Massoniinae \| \| \| \| \| \| Hyacinthinae \| \| \| \| |
|  |                                                              |
|  | Massoniinae                                                  |
|  |                                                              |
|  | Hyacinthinae                                                 |
|  |                                                              |

|  | Massoniinae  |
|  |              |
|  | Hyacinthinae |
|  |              |

|  | Pseudoprospero                                               |
|  |                                                              |
|  | \| \| Massoniinae \| \| \| \| \| \| Hyacinthinae \| \| \| \| |
|  |                                                              |
|  | Massoniinae                                                  |
|  |                                                              |
|  | Hyacinthinae                                                 |
|  |                                                              |

|  | Massoniinae  |
|  |              |
|  | Hyacinthinae |
|  |              |

|  | Pseudoprospero                                               |
|  |                                                              |
|  | \| \| Massoniinae \| \| \| \| \| \| Hyacinthinae \| \| \| \| |
|  |                                                              |
|  | Massoniinae                                                  |
|  |                                                              |
|  | Hyacinthinae                                                 |
|  |                                                              |

|  | Massoniinae  |
|  |              |
|  | Hyacinthinae |
|  |              |

|  | Pseudoprospero                                               |
|  |                                                              |
|  | \| \| Massoniinae \| \| \| \| \| \| Hyacinthinae \| \| \| \| |
|  |                                                              |
|  | Massoniinae                                                  |
|  |                                                              |
|  | Hyacinthinae                                                 |
|  |                                                              |

|  | Massoniinae  |
|  |              |
|  | Hyacinthinae |
|  |              |

|  | Pseudoprospero                                               |
|  |                                                              |
|  | \| \| Massoniinae \| \| \| \| \| \| Hyacinthinae \| \| \| \| |
|  |                                                              |
|  | Massoniinae                                                  |
|  |                                                              |
|  | Hyacinthinae                                                 |
|  |                                                              |

|  | Massoniinae  |
|  |              |
|  | Hyacinthinae |
|  |              |

|  | Pseudoprospero                                               |
|  |                                                              |
|  | \| \| Massoniinae \| \| \| \| \| \| Hyacinthinae \| \| \| \| |
|  |                                                              |
|  | Massoniinae                                                  |
|  |                                                              |
|  | Hyacinthinae                                                 |
|  |                                                              |

|  | Massoniinae  |
|  |              |
|  | Hyacinthinae |
|  |              |

|  | Pseudoprospero                                               |
|  |                                                              |
|  | \| \| Massoniinae \| \| \| \| \| \| Hyacinthinae \| \| \| \| |
|  |                                                              |
|  | Massoniinae                                                  |
|  |                                                              |
|  | Hyacinthinae                                                 |
|  |                                                              |

|  | Massoniinae  |
|  |              |
|  | Hyacinthinae |
|  |              |

|  | Pseudoprospero                                               |
|  |                                                              |
|  | \| \| Massoniinae \| \| \| \| \| \| Hyacinthinae \| \| \| \| |
|  |                                                              |
|  | Massoniinae                                                  |
|  |                                                              |
|  | Hyacinthinae                                                 |
|  |                                                              |

|  | Massoniinae  |
|  |              |
|  | Hyacinthinae |
|  |              |

|  | Pseudoprospero                                               |
|  |                                                              |
|  | \| \| Massoniinae \| \| \| \| \| \| Hyacinthinae \| \| \| \| |
|  |                                                              |
|  | Massoniinae                                                  |
|  |                                                              |
|  | Hyacinthinae                                                 |
|  |                                                              |

|  | Massoniinae  |
|  |              |
|  | Hyacinthinae |
|  |              |

Os limites exactos entre os géneros dentro dessas tribos permanecem contudo controversos, sendo a situação foi descrita como em um estado de fluxo. Com base na estrutura constante no cladograma, é possível fazer a caracterização das tribos:
Oziroëeae
As espécies são encontradas apenas no oeste da América do Sul. Apresentam flores com estames que se unem às pétalas, às sementes arredondadas e ao embrião do comprimento da semente. Os números cromossómicos básicos são n = 15, 17. A tribo contém apenas o género Oziroe..
Ornithogaleae
Em termos de número de espécies, esta é a maior tribo. As espécies que a integram estão distribuídas na Europa, Ásia Ocidental e África. Apresentam flores com três estames com filamentos achatados. As sementes são achatadas e angulares. Os números básicos dos cromossomas variam de n = 2 a n = 10. No tratamento do Angiosperm Phylogeny Website, a tribo contém quatro géneros, Albuca (cerca de 110-140 espécies), Dipcadi, Ornithogalum (cerca de 160 espécies, incluindo Galtonia e Neopatersonia) e Pseudogaltonia. Em contraste, outros autores dividem a tribo em 19 géneros.
Urgineeae
As espécies desta tribo contêm bufadienolídeos e são distribuídas principalmente na África, Madagáscar e numa vasta região que vai desde as margens do Mediterrâneo até à Índia. As sementes são achatadas e aladas com o embrião mal presa ao endosperma. Os números cromossómicos básicos são n = 6, 7 e 10. Dependendo da fonte, a tribo pode incluir os géneros Bowiea, Drimia (incluindo Urginea), Schizobasis (às vezes incluído em Drimia) e Fusifilum (também às vezes incluído em Drimia).
Hyacintheae
Em termos de número de espécies, esta é a segunda maior tribo. As espécies que a integram apresentam folhas com pústulas ou manchas, sementes arredondadas e contêm homoisoflavanonas. A tribo pode, por sua vez, ser dividida em três clados (subtribos):
- Pseudoprospero Speta — a única espécie no gênero, Pseudoprospero firmifolium, é nativa do leste da África do Sul. Possui dois óvulos por carpelo com uma semente por lóculo e um número cromossómico básico n = 9.[9]
- Massoniinae Bentham & Hooker f. — as espécies que integram este agrupamento estão distribuídas na África ao sul do Saará e na Índia. Existem dois ou mais óvulos por carpelo. As sementes têm elaiosomas. O número básico de cromossomas é de 5 a 10+ (muitos 20).[9] A subtribo contém cerca de 13–20 géneros (dependendo do tratamento), incluindo Daubenya, Drimiopsis, Eucomis, Lachenalia (cerca de 110 espécies), Ledebouria (cerca de 80 espécies), Massonia (incluindo Whiteheadia), Merwilla, Schizocarphus e Veltheimia.[35]
- Hyacinthinae Parlatore — as espécies são distribuídas na Europa, no Mediterrâneo e no Norte da África e no Oriente Médio, e novamente no Extremo Oriente. Existem dois a oito óvulos por carpelo; elaiossomas estão presentes nas sementes; e o número básico do cromossoma é de 4 a 8+.[9] A subtribo contém cerca de 14–25 géneros (dependendo do tratamento), incluindo Bellevalia (cerca de 50 espécies), Brimeura, Hyacinthoides, Muscari (cerca de 50 espécies), Scilla (cerca de 30 espécies) e Prospero (cerca de 25 espécies).[9]

### Géneros e espécies
Alguns géneros que foram anteriormente colocados na subfamília Scillioideae (então designada como Hyacinthaceae), como, por exemplo, Chlorogalum e Camassia, são atualmente colocados na subfamília Agavoideae.
Mantendo uma situação que vem de longe, houve e continua a haver considerável desacordo sobre os limites genéricos mesmo dentro da presente circunscrição taxonómica das Scilloideae, com diferentes fontes listando de 15 a 45 géneros apenas para a África Subsaariana. O número total de géneros foi estimado como estando algures entre cerca de 30 (com cerca de 500-700 espécies) e cerca de 70 (com cerca de 1000 espécies).
Os nomes genéricos Hyacinthus, Ornithogalum e Scilla já eram usados na Grécia Antiga. Carl von Linné na sua obra Species Plantarum, de 1753, publicou pela primeira vez esses três géneros.
O grupo costumava conter menos géneros. Especialmente desde as investigações genéticas moleculares, os géneros antigos amplamente definidos mostraram ser parafiléticos e tiveram que ser divididos em muitos géneros menores para que fossem monofiléticos. No geral, géneros e tribos monofiléticos puderam ser estabelecidos, dando origem à presente estruturação da subfamília.
O agrupamento taxonómico criado em torno de Drimia foi sucessivamente alterado desde a sua propositura inicial de 1998 e progressivamente estruturado de forma diferente. Em 2004,  foi proposto um género Drimia s. l. com uma amplitude tal que incluía mais de 100 espécies, o que contratas com os 13 géneros da proposta de 1998 na qual o agrupamento se dividia: Drimia sensu stricto Jacq. ex Willd. (com apenas 10 espécies), Charybdis Speta), Urginea Steinh., Ebertia Speta, Fusifilum Raf., Litanthus Harv., Rhadamanthus Salisb., Rhadamanthopsis (Obermeyer) Speta, Schizobasis Baker, Tenicroa Raf., Thuranthos C.H.Wright, Urginavia Speta e Urgineopsis Compton.. Mesmo decorridas mais de duas décadas, ainda não há pleno consenso sobre a divisão deste agrupamento.
O agrupamento taxonómico em torno de Hyacinthus foi proposto como constituindo uma família autónoma por Franz Speta (em 1998)  e Martin Pfosser e Franz Speta (em 1999 ), dividido em quatro subfamílias morfologicamente difíceis de distinguir, mas inequivocamente monofiléticas do ponto de vista genético-molecular, contendo cerca de 70 géneros com cerca de 1000 espécies. No ãmbito dos trabalhos do Angiosperm Phylogeny Group que levaram à publicação do sistema APG III (de 2009),   a família Hyacinthaceae foi considerada como a subfamília Scilloideae da família Asparagaceae, em que as subfamílias anteriores receberam o nível taxonómico de tribos. O nome Scilloideae resulta da regra de prioridade. Esta classificação das anteriores Hyacinthaceae dentro das  Asparagaceae s. l. também não é consensual.
Neste enquadramento, a subfamília Scilloideae contém quatro tribos com os seguintes géneros:
- Tribo Oziroëeae M.W.Chase, Reveal & M.F.Fay— contém apenas um género:

- Oziroë Raf. — as 5 espécies são nativas do oeste da América do Sul (Andes).

- Tribo Ornithogaleae Speta— de acordo com Manning 2004[38] com apenas um único género, mas posteriormente dividida em 4 géneros.[42] e depois em 19 géneros:[43]

- Albuca L. (sin.: Igidia Speta) — os cerca de 149 espécies ocorrem principalmente na África Austral e África Oriental , mas também na Etiópia e na Arábia Saudita, bem como no Chade e Nigéria.
- Avonsera Speta — com apenas uma espécie:

- Avonsera convallarioides (H.Perrier) Speta — nativa de  Madagáscar.

- Battandiera Maire — com cerca de 8 espécies nas regiões áridas da África Austral e da África Oriental, mas sem ocorrência no Capensis. Apenas Battandiera amoena ocorre no Norte de África.
- Cathissa Salisb. — contém apenas 3 espécies, nativas da Península Ibérica e de Marrocos.
- Coilonox Raf. — contém cerca de 30 espécies em regiões de clima mediterrânico especialmente no oeste da África do Sul, mas também no sul da Namíbia.
- Dipcadi Medik. (sin.:  Zuccangnia Thunb. nom. rej., Uropetalon Burch. ex Ker Gawl. nom. superfl., Polemannia P.J.Bergius ex Schltdl., Baeoterpe Salisb., Tricharis Salisb.) — contém cerca de 40 espécies na Europa, Médio Oriente, Norte de África, África Oriental, África Austral, Socotorá, Madagáscar e Índia.
- Eliokarmos Raf. — as cerca de 28 espécies são nativas do sul da Namíbia até ao oeste e sudoeste da África do Sul, especialmente em  regiões de clima mediterrânico. São por vezes incluídas no género Ornithogalum. Entre outras, inclui a seguinte espécie:

- Eliokarmos dubius (Houtt.) Mart.-Azorín, M.B.Crespo & Juan (sin.: Ornithogalum dubium Houtt.)

- Elsiea F.M.Leight. — com apenas uma espécie:

- Elsiea corymbosa F.M.Leight. — nativa das regiões montanhosas do sudoeste da África do Sul.

- Ethesia Raf. — as cerca de 4 espécies são nativas do sul da Namíbia e das regiões áridas do centro e oeste da África do Sul.
- Galtonia Decne. — as cerca de 5 espécies são nativas de das regiões temperadas e subtropicais  do leste da África do Sul e de Eswatini, com destaque para:

- Galtonia saundersiae (Baker) Mart.-Azorín, M.B.Crespo & Juan, sin.: Zahariadia saundersiae (Baker) Speta, Ornithogalum saundersiae Baker).

- Honorius Gray — as cerca de 8 espécies são nativas do sul da Europa e do Médio Oriente, agrupando entre outras:

- Honorius boucheanus (Kunth) Holub (sin.: Ornithogalum boucheanum (Kunth) Asch.)
- Honorius nutans (L.) Gray (sin.: Ornithogalum nutans L.)

- Loncomelos Raf. — contém cerca de 20 espécies na bacia do Mediterrâneo.
- Melomphis Raf. — contém apenas 3 espécies na bacia do Mediterrâneo e no Médio Oriente.
- Neopatersonia Schönland — contém cerca de 4 espécies no sudoeste e sul da África do Sul.
- Nicipe Raf. — contém cerca de 44 espécies especialmente no sul e leste da África, mas estendendo-se para noroeste até ao Sahara.
- Ornithogalum L.) — agrupava anteriormente cerca de 200 espécies, mas presentemente reduzido a 50 espécies na Europa, Médio Oriente (até ao Afeganistão) e Norte de África.
- Pseudogaltonia (Kuntze) Engl. (sin.: Lindneria T.Durand & Lubbers) — contém apenas 2 espécies, nativas do Botswana, Namíbia e noroeste da África do Sul.
- Stellarioides Medik. — contém cerca de 30 espécies regiões temperadas e subtropicais da África Austral, mas estendendo-se até à Etiópia. Apenas Stellarioides sessiliflora ocorre na Argélia e Marrocos.
- Trimelopter Raf. — contém cerca de 10 espécies, especialmente no  sul da Namíbia e no oeste da África do Sul, mas estende-se até ao centro e nordeste da África do Sul.

- Tribo Urgineeae:

- Bowiea Harv. ex Hook. f. — agora apenas uma espécie em vez das anteriores duas espécies, em especial Bowiea kilimandscharica Mildbr. um sinónimo de Bowiea volubilis Harv. ex Hook. f..
- Drimia Jacq. ex Willd. (sin.: Boosia Speta, Charybdis Speta, Duthiea Speta, Ebertia Speta, Geschollia Speta, Idothea Kunth, Idothearia C.Presl, Indurgia Speta, Ledurgia Speta, Litanthus Harv., Pilasia Raf., Rhadamanthopsis (Oberm.) Speta, Rhodocodon Baker, Rhadamanthus Salisb., Sekanama Speta, Squilla Steinh., Strepsiphyla Raf., Sypharissa Salisb., Tenicroa Raf., Thuranthos C.H.Wright, Urginavia Speta, Urginea Steinh., Urgineopsis Compton) — contém cerca de 100 espécies, das quais algumas espécies estão ameaçadas. O género inclui, entre outras:

- Drimia anomala (Baker) Baker
- Drimia haworthioides Baker
- Drimia media Jacq. ex Willd.

- Fusifilum Raf. (sin.: Physodia Salisb.) — as cerca de 15 espécies são nativas da África Austral.
- Schizobasis Baker (sin.: Adenotheca Welw. ex Baker) — as cerca de 4 espécies são nativas da África Austral. Alguns autores incluiem este género em Drimia.

- Tribo Hyacintheae (incluído as antigas tribos Pseudoprospereae Speta e Massonieae Baker):

- Pseudoprospero Speta — com apenas uma espécie:
  - Pseudoprospero firmifolium (Baker) Speta — nativa do leste da África do Sul.

- Daubenya Lindl. (incluindo Amphisiphon W.F.Barker, Androsiphon Schltr., Neobakeria Schltr.) — contém cerca de 8 espécies, nativas do Capensis.
- Drimiopsis Lindl. & Paxton — as cerca de  14 espécies são nativas do sul e leste da África.
- Eucomis L'Hér. — contém cerca de 10 espécies, nativas de uma região que vai do sul da África tropical até à África do Sul.
- Lachenalia J.Jacq. ex Murray (sin.: Brachyscypha Baker, Chloriza Salisb., Coelanthus Willd. ex Schult. & Schult. f., Dipcadioides Medik., Himas Salisb., Manlilia Salisb., Monoestes Salisb., Orchiastrum Lem. nom. illeg., Orchiops Salisb., Periboea Kunth, Platyestes Salisb., Polyanthes Jacq., Polyxena Kunth, Scillopsis Lem., Sugillaria Salisb., Triallosia Raf.) — contém desde 2004 cerca de 110 espécies.
- Ledebouria Roth (sin.: Eratobotrys Fenzl ex Endl., Xeodolon Salisb.) — contém cerca de 59 espécies. Nativas dos trópicos de África e da África Austral, da Península Arábica, Madagáscar, Índia e Sri Lanka.
- Massonia Thunb. ex Houtt. — as cerca de  13 espécies são nativas das regiões secas da África Austral.
- Merwilla Speta — as cerca de 3 espécies são nativas da África Austral.
- Schizocarphus Van der Merwe — com apenas uma espécie:

- Schizocarphus nervosus (Burch.) Van der Merwe &mdash: nativa do Botswana, Namíbia, Eswatini e das províncias sul-africanas de Ostkap, Free State, Gauteng, KwaZulu-Natal, Limpopo, Mpumalanga e Nordwest.

- Spetaea Wetschnig & Pfosser — com apenas uma espécie:
  - Spetaea lachenaliiflora Wetschnig & Pfosser — conhecem-se duas populações, uma em Du Toit’s Kloof e outra em Bain’s Kloof, no Westkap.

- Veltheimia Gled. — contém apenas 2 espécies, nativas do oeste e sul da África do Sul.
- Alrawia (Wendelbo) K.M.Perss. & Wendelbo — com apenas 2 espécies, nativas do Iraque e Irão.
- Barnardia Lindl. — com apenas 2 espécies, uma nativa das regiões temperadas da Ásia Oriental, outras das ilhas Baleares e do Norte de África. Inclui:
  - Barnardia japonica (Thunb.) Schult. & Schult. f. (sin.: Scilla scilloides (Lindl.) Druce)

- Bellevalia Lapeyr. — contém cerca de 45 a 50 espécies, nativas de uma região que vai da bacia do Mediterrâneo até à Ásia Central.
- Brimeura Salisb. — contém apenas 3 espécies, nativas do sudoeste da Europa, entre as quais:
  - Brimeura amethystina (L.) Chouard — nativa dos Pirenéus e talvez da Península Balcânica.

- Fessia Speta — contém cerca de 11 espécies, anteriormente integradas em Scilla.
- Hyacinthella Schur — contém cerca de 17 espécies, entre as quais:
  - Hyacinthella leucophaea (K.Koch) Schur — nativa do sueste e leste da Europa.

- Hyacinthoides Heist. ex Fabr. (sin.: Endymion Dumort.) — contém cerca de 9 espécies.
- Hyacinthus L. — contém cerca de  3 espécies, nativas de ua região que vai do sul da Turquia até ao norte de Israel.
- Muscari Mill. (incluindo Pseudomuscari Garbari & Greuter) — contém de 41 a 60 espécies, nativas da Europa e de uma região que vai da Bacia do Mediterrâneo à Ásia Central.
- Prospero Salisb. — com cerca de 12 espécies, nativas de uma região que vai do noroeste da Europa à bacia do Mediterrâneo e até ao Cáucaso.
- Puschkinia Adams — inclui 3 espécies:
  - Puschkinia bilgineri Yildirim — nativa da Turquia, descrita em 2014.
  - Puschkinia peshmenii Rix & B.Mathew — descrita em 2009, nativa da Turquia.
  - Puschkinia scilloides Adams) — nativa do sueste da Turquia até ao noroeste do Irão.

- Scilla L. (sin.: Chionodoxa Boiss.), Stellaris Fabr. nom. superfl., Stellaster Heist. ex Fabr. nom. superfl., Helonias Adans. nom. illeg., Lilio-Hyacinthus Ortega, Epimenidion Raf., Ioncomelos Raf. orth. var., Lagocodes Raf., Oncostema Raf., Tractema Raf., Genlisa Raf., Nectaroscilla Parl., Adenoscilla Gren. & Godr., Basaltogeton Salisb., Hylomenes Salisb., Monocallis Salisb., Othocallis Salisb., Petranthe Salisb., Rinopodium Salisb., Caloscilla Jord. & Fourr., Apsanthea Jord., Autonoe (Webb & Berthel.) Speta, Chouardia Speta, Pfosseria Speta, Schnarfia Speta) — continha anteriormente cerca de 30 espécies, mas contém presentemente cerca de 81 espécies. O género inclui apenas as espécies mais próximas de Scilla bifolia e as espécies dela derivadas. A área de distribuição estende-se desde a área mediterrânea da Itália, passando pela Península Balcânica, ao Cáucaso, ao meio da Anatólia e ao Chipre. Todas as espécies do Capensis que anteriormentes estavam incluídas neste género foram repartidas por nvos géneros mais restritos, como Merwilla e Spetaea, ou transferidos para o género Ledebouria. Também a maioria das espécies euro-asiáticas foram removidas.
- Zagrosia Speta — com apenas uma espécie:

- Zagrosia persica (Hausskn.) Speta — nativa do sueste da Turquia, Iraque e Irão.

Listagem de géneros
Salvo indicação em contrário, a lista abaixo é baseada na listagem de géneros da família Asparagaceae considerados válidos pela World Checklist of Selected Plant Families (com sinónimos taxonómicos da mesma fonte), com atribuição à subfamília Scilloideae com base na Rede de Informação de Recursos de Germoplasma (Germplasm Resources Information Network). Como observado acima, outras fontes dividem alguns desses géneros, criando um número significativamente maior: assim, o género Ornithogalum conforme concebido por Manning et al. (2009) é dividido por Martínez-Azorín et al. (2011) em um Ornithogalum mais estreitamente circunscrito a qua juntam 11 géneros adicionais.
- Albuca L. (incluindo Battandiera Maire, Coilonox Raf., Stellarioides Medik., Trimelopter Raf.; por vezes incluído em Ornithogalum[49])
- Alrawia (Wendelbo) Perss. & Wendelbo
- Austronea[50] Martinez-Azorín et al.
- Barnardia Lindl.
- Bellevalia Lapeyr. (incluindo Strangweja Bertol.)
- Bowiea Harv. ex Hook.f.
- Brimeura Salisb.
- Daubenya Lindl. (incluindo Amphisiphon W.F.Barker, Androsiphon Schltr.)
- Dipcadi Medik. (por vezes incluído em Ornithogalum[49])
- Drimia Jacq. (incluindo Charybdis, Litanthus Harv., Rhadamanthus Salisb., Rhodocodon Baker, Sypharissa Salisb., Tenicroa Raf., Thuranthos C.H.Wright, Urginea Steinh., Urgineopsis Compton)
- Drimiopsis Lindl. & Paxton (por vezes incluído em Ledebouria[49])
- Eucomis L'Hér.
- Fessia Speta (por vezes incluído em Scilla[49])
- Fusifilum Raf. (por vezes incluído em Drimia[49])
- Hyacinthella Schur
- Hyacinthoides Heist. ex Fabr. (incluindo Endymion Dumort.)
- Hyacinthus Tourn. ex L.
- Lachenalia Jacq. ex Murray (incluindo Brachyscypha Baker, Periboea Kunth, Polyxena Kunth)
- Ledebouria Roth
- Leopoldia Parl. (por vezes incluído em Muscari[49])
- Massonia Thunb. ex Houtt. (incluindo Neobakeria Schltr., Whiteheadia Harv.)
- Merwilla Speta
- Muscari Mill. (incluindo Botryanthus Kunth, Muscarimia Kostel.)
- Namophila U.Müll.-Doblies & D.Müll.-Doblies[51]
- Ornithogalum L. (incluindo Avonsera Speta, Cathissa Salisb., Eliokarmos Raf., Elsiea F.M.Leight., Ethesia Raf., Galtonia Decne., Honorius Gray, Loncomelos Raf., Melomphis Raf., Neopatersonia Schönland, Nicipe Raf.)
- Oziroe Raf. (incluindo Fortunatia J.F.Macbr.; Othocallis)
- Prospero Salisb.
- Pseudogaltonia (Kuntze) Engl. (por vezes incluído em Ornithogalum[49])
- Pseudomuscari Garbari & Greuter (por vezes incluído em Muscari[49])
- Pseudoprospero Speta
- Puschkinia Adams
- Resnova van der Merwe
- Schizobasis Baker (por vezes incluído em Drimia[49])
- Schizocarphus van der Merwe
- Scilla L. (incluindo Autonoe, Chionodoxa Boiss., Chouardia, Nectaroscilla, Oncostema, Scilla × allenii [= x Chionoscilla])
- Spetaea Wetschnig & Pfosser
- Veltheimia Gled.
- Zagrosia Speta (por vezes incluído em Scilla[49])
- Zingela N.R.Crouch, Mart.-Azorín, M.B.Crespo, M.Pinter & M.Á.Alonso